# Dyskografia 3OH!3
Dyskografia 3OH!3 – amerykańskiego zespołu electropopowego składa się z czterech albumów studyjnych, czterech minialbumów, jedenastu singli oraz trzynastu teledysków.

## Albumy studyjne
| 2007                                                | 3OH!3 - Wydany: 2 lipca 2007 - Wytwórnia: wydawnictwo niezależne - Format: CD                      | –  | – | –  | –  | –  | –  | –  |
| 2008                                                | Want - Wydany: 8 lipca 2008 - Wytwórnia: Photo Finish - Format: CD, digital download               | 44 | 2 | –  | 47 | –  | –  | 77 |
| 2010                                                | Streets of Gold - Wydany: 29 czerwca 2010 - Wytwórnia: Photo Finish - Format: CD, digital download | 7  | 1 | 75 | 10 | 99 | 79 | 19 |
| 2013                                                | Omens - Wydany: 18 czerwca 2013 - Wytwórnia: Photo Finish, Atlantic - Format: CD, digital download | 81 | 5 | –  | –  | –  | –  | –  |
| "–" album nie był notowany, bądź nie został wydany. | |    |   |    |    |    |    |    |

## Minialbumy
- Live Session EP (2008)
- 3OH!3 / Innerpartysystem Split 7 (2009)
- SHT: From the Vault (2012)
- 3OH!3 / BTL/YGLT REMIXES EP (2013)

## Single
| 2006                                                 | „Holler Till You Pass Out”                     | –    | –  | –  | –  | –  | –  | –  | –  | –                                                             | 3OH!3           |
| 2007                                                 | „Electroshock”                                 | –    | –  | –  | –  | –  | –  | –  | –  | –                                                             | 3OH!3           |
| 2008                                                 | „Don't Trust Me”                               | 7    | 3  | –  | 6  | 95 | 17 | 8  | 21 | - US: 3× platyna - AUS: Platyna - CAN: 3× platyna - NZ: Złoto | Want            |
| 2009                                                 | „Starstrukk” (z gościnnym udziałem Katy Perry) | 66   | 4  | 48 | 31 | –  | 4  | 16 | 3  | - US: Platyna - AUS: 2× platyna - NZ: Złoto - UK: Złoto       | Want            |
| 2009                                                 | „Still Around”                                 | –    | –  | –  | –  | –  | –  | –  | –  | –                                                             | Want            |
| 2010                                                 | „My First Kiss” (z gościnnym udziałem Keshy)   | 9    | 13 | 28 | 7  | 37 | 10 | 15 | 7  | - US: Złoto - AUS: Platyna - CAN: Platyna                     | Streets of Gold |
| 2010                                                 | „Double Vision”                                | 87   | 42 | –  | 49 | –  | –  | –  | –  | –                                                             | Streets of Gold |
| 2011                                                 | „Touchin' on My”                               | 49   | –  | –  | 22 | –  | –  | –  | –  | –                                                             | Streets of Gold |
| 2012                                                 | „You're Gonna Love This”                       | –[A] | 32 | –  | 87 | –  | –  | –  | –  | –                                                             | Omens           |
| 2013                                                 | „Youngblood”                                   | –    | –  | –  | –  | –  | –  | –  | –  | –                                                             | Omens           |
| 2013                                                 | „Back to Life”                                 | –[B] | –  | –  | 93 | –  | –  | –  | –  | –                                                             | Omens           |
| 2021                                                 | „I'm So Sad”                                   | —    | —  | —  | —  | —  | —  | —  | —  | —                                                             | Need            |
| "–" singel nie był notowany, bądź nie został wydany. |                                                |      |    |    |    |    |    |    |    |                                                               |                 |

### Z gościnnym udziałem
| 2010                                                 | „Blah Blah Blah” (Kesha featuring 3OH!3) | 7  | 3 | 21 | 3  | 11 | 18 | 7 | 11 | Animal     |
| 2010                                                 | „Hey” (Lil Jon featuring 3OH!3)          | 62 | – | –  | 48 | –  | –  | – | –  | Crunk Rock |
| "–" singel nie był notowany, bądź nie został wydany. |                                          |    |   |    |    |    |    |   |    |            |

### Single promocyjne
- 2010 - „Double Vision” (remix) (z gościnnym udziałem Wiza Khalifa)
- 2010 - „Déjà Vu” z albumu Streets of Gold

### Inne notowane piosenki
| Rok  | Tytuł                                              | Pozycje na listach | Pozycje na listach | Album                |
| Rok  | Tytuł                                              | US                 | CAN                | Album                |
| ---- | -------------------------------------------------- | ------------------ | ------------------ | -------------------- |
| 2010 | „Follow Me Down” (z gościnnym udziałem Neon Hitch) | 89                 | 36                 | Almost Alice         |
| 2010 | „I Can Do Anything”                                | 100                | –                  | Streets of Gold      |
| 2010 | „We Are Young”                                     | –[C]               | 70                 | Streets of Gold      |
| 2010 | „Hit It Again”                                     | 66                 | 49                 | —                    |
| 2011 | „Set You Free”                                     | 84                 | –                  | SHT : From the Vault |

Adnotacje
- ^[A] Singel „You're Gonna Love This” nie znalazł się na notowaniu Billboard Hot 100, jednak znalazł się na pozycji dwudziestej piątej w zestawieniu Bubbling Under Hot 100 Singles, które jest 25-pozycyjnym rozszerzeniem notowania Hot 100[20].
- ^[B] Singel „Back to Life” nie znalazł się na notowaniu Billboard Hot 100, jednak znalazł się na pozycji piętnastej w zestawieniu Bubbling Under Hot 100 Singles, które jest 25-pozycyjnym rozszerzeniem notowania Hot 100[20].
- ^[C] Piosenka „We Are Young” znalazła się na pozycji dwudziestej trzeciej w zestawieniu Bubbling Under Hot 100 Singles, które jest 25-pozycyjnym rozszerzeniem notowania Billboard Hot 100[20].

## Teledyski
| Rok  | Tytuł                             | Reżyser                           |
| ---- | --------------------------------- | --------------------------------- |
| 2007 | „Electroshock”                    | —                                 |
| 2007 | „Holler Till You Pass Out”        | Isaac Ravishankara                |
| 2009 | „Don't Trust Me”                  | Travis Kopach, Issac Ravishankara |
| 2009 | „Starstrukk” (wersja internetowa) | Steve Jocz                        |
| 2009 | „Starstrukk”                      | Marc Klasfeld, Steve Jocz         |
| 2010 | „House Party”                     | Isaac Ravishankara                |
| 2010 | „My First Kiss”                   | Isaac Ravishankara                |
| 2010 | „Double Vision”                   | Evan Bernard                      |
| 2010 | „Touchin' on My”                  | —                                 |
| 2011 | „Robot”                           | Mike Diva                         |
| 2012 | „You're Gonna Love This”          | Isaac Ravishankara                |
| 2013 | „Back to Life”                    | Mickey Finnegan                   |
| 2013 | „Two Girlfriends”                 | —                                 |

Z gościnnym udziałem
| Rok  | Tytuł            | Reżyser        | Artysta               |
| ---- | ---------------- | -------------- | --------------------- |
| 2010 | „Blah Blah Blah” | Brendan Malloy | Kesha (feat. 3OH!3)   |
| 2010 | „Hey”            | David Rousseau | Lil Jon (feat. 3OH!3) |